# Samsung Galaxy A52
El Samsung Galaxy A52 es un teléfono inteligente de gama media basado en Android desarrollado y fabricado por Samsung Electronics como parte de su serie Galaxy A. El teléfono se anunció el 17 de marzo de 2021 en el evento virtual Awesome Unpacked de Samsung junto con el Galaxy A72. Sirve como el sucesor del Galaxy A51. Es similar a su predecesor, pero cuenta con una cámara principal mejorada de 64 MP, una batería de mayor capacidad de 4500 mAh y resistencia al agua y al polvo IP67.
Un dispositivo similar, Galaxy A52s, se lanzó por primera vez en agosto de 2021 pero con un conjunto de chips diferente (Qualcomm Snapdragon 778G) y agregó un nuevo color de dispositivo (Awesome Mint (verde)).

## Especificaciones

### Diseño
Galaxy A52 tiene un diseño similar con su predecesor Galaxy A51. Tiene una pantalla Infinity-O con un recorte para la cámara selfie y biseles delgados como el A51. A diferencia de A51, A52 tiene opciones de color mate en lugar de acabados degradados brillantes. La pantalla está protegida por Corning Gorilla Glass 5, mientras que el marco y el panel posterior están hechos de plástico. Tanto las variantes 4G como las 5G comparten el mismo diseño. Está disponible con los colores Awesome Black (negro), Awesome White (blanco), Awesome Violet (violeta) y Awesome Blue (azul). Ambas variantes tienen resistencia al agua y al polvo IP67.

### Hardware
Galaxy A52 está potenciado por el SoC Qualcomm Snapdragon 720G de 8 nm, una CPU octa-core y GPU Adreno 618. El Galaxy A52 5G está, por otro lado, equipado con el Qualcomm Snapdragon 750G de 8 nm, una CPU octa-core y GPU Adreno 619. Tanto el A52 como el A52 5G cuentan con una pantalla Super AMOLED de 6,5 pulgadas con un brillo máximo de 800 nits, una relación de aspecto de 20:9, una resolución de 1080 x 2400 píxeles, una densidad de píxeles de 411 ppp y una relación pantalla-cuerpo de ~84,1 %; sin embargo, la pantalla del A52 tiene una frecuencia de actualización de 90 Hz y la pantalla del A52 5G tiene una frecuencia de actualización de 120 Hz. Las variantes 4G y 5G tienen una configuración de cámara trasera cuádruple con una cámara principal de 64 MP con estabilización de imagen óptica (OIS), una cámara gran angular de 12 MP, una cámara de profundidad de 5 MP y un sensor de profundidad de 5 MP, y una cámara frontal de 32 MP. Cuenta con una configuración de altavoces estéreo. Tanto las variantes 4G como las 5G tienen baterías de 4500 mAh con soporte de carga rápida de 25 W; sin embargo, hay un cargador de 15 W en la caja y los usuarios deben comprar el cargador de 25 W por separado.

### Software
Las variantes 4G y 5G ejecutan Android 11 por defecto y la interfaz de usuario patentada de Samsung One UI 3.1. Samsung declaró que las variantes 4G y 5G obtendrán 3 actualizaciones de la versión del sistema operativo, 3 años de actualizaciones mensuales y 4 años de actualizaciones de seguridad.